# 桑迪萊克 (明尼蘇達州)
桑迪萊克（英語：Sandy Lake）是位於美國明尼蘇達州艾特金縣特納鎮區的一個非建制地區。

## 地理
桑迪萊克所處的海拔為高於海平面375米（即1230英呎），而該地所採用的時區為UTC-6，即北美中部時區（CST）。同時該地設有夏令時間，為UTC-6調快一小時，即UTC-5（CDT）。